# 405 f.Kr.

## Händelser

### Efter plats

#### Grekland
- Efter att ha besegrat spartanerna i slaget vid Arginosai följer den atenska flottan efter den återutnämnde spartanske amiralen Lysander till Hellesponten. Där krossas dock denna flotta, under amiral Konon, av spartanerna under Lysander i slaget vid Aigospotami i Marmarasjön, varvid Konon flyr till Cypern.
- Den spartanske kungen Pausanias börjar belägra Aten medan Lysanders flotta blockerar Pireus. Detta skär effektivt av sädeshandelsleden genom Hellesponten, vilket får Aten att svälta.
- Medan peloponneserna belägrar Aten försöker Theramenes förhandla med Lysander. Han är iväg under tre månader, medan staden svälter. Därefter leder han den ambassad, som förhandlar fram kapitulationsvillkoren med spartanerna.

#### Sicilien
- Dionysios d.ä. får makten som tyrann av Syrakusa. Han sluter fred med den karthagiske generalen Hamilko (vars armé har försvagats av pesten) och befäster Syrakusa. I och med detta fredsavtal får Karthago kontroll över större delen av Sicilien.
- Dionysios d.ä. konsoliderar och utökar sin makt hänsynslöst, genom att bygga en mur runt Syrakusa och befästa Epipolae. De grekiska invånarna i Naxos, Catania och Leontini flyttas från sina städer; många av dem förslavas och deras hem överlåts åt italienska legosoldater. Dionysius förbereder sin armé för strid med Karthago, som nu ockuperar västra och södra Sicilien.

### Efter ämne

#### Konst
- Erechtheion, vilken inkluderar Jungfrurnas entré (karyatidiska entrén), färdigställs i jonisk stil på Akropolis i Aten efter 16 års byggtid.

## Avlidna
- Filolaios, grekisk matematiker och filosof (död omkring detta år; född omkring 480 f.Kr.)